# گریسان
گریسان، روستایی از توابع بخش مرکزی شهرستان خرم‌آباد در استان لرستان ایران است.مردم این روستا از ایل پاپی هستند.کشت آنها اکثرا در فصل بهار برنج و در پاییز گندم می‌باشد

## جمعیت
این روستا در دهستان کرگاه غربی قرار دارد و براساس سرشماری مرکز آمار ایران در سال ۱۳۸۵، جمعیت آن ۸۱ نفر (۱۳خانوار) بوده‌است.